# Croce commemorativa del II Corpo d'armata
La Croce commemorativa del II Corpo d'Armata fu una medaglia non ufficiale realizzata per iniziativa privata, rivolta a tutti coloro che avessero militato nel II Corpo d'Armata dell'esercito italiano durante la prima guerra mondiale.

## Insegne
- La medaglia era costituita da una croce greca a braccia squadrate in bronzo smaltata d'azzurro e bordata di bianco, avente al centro un medaglione circolare smaltato di rosso con un cannone nero, il tutto attorniato da una corona d'alloro di colore nero. Sul retro la medaglia non era smaltata e riportava in rilievo la scritta "COMBATTENTI D'ITALIA IN TERRA DI FRANCIA II CORPO D'ARMATA 1917-1918".[1][2]
- Il nastro era costituito da fasce colorate alternate: al centro stava una fascia più grande di colore verde, attorniata su ciascun lato da una fascia bianca, da una rossa, da una bianca e da una blu. Essa poteva essere completata anche da un'apposita barretta in ricordo del pellegrinaggio in suffragio dei caduti nella città francese di Bligny avvenuto nel 1922 che riportava appunto "PELLEGRINAGGIO A BLIGNY 1922".